# 坦桑尼亚驻华大使馆
坦桑尼亚联合共和国驻中华人民共和国大使馆，简称坦桑尼亚驻华大使馆，是坦桑尼亚联合共和国在中华人民共和国的最高外交代表机构。馆址位于中国北京市朝阳区三里屯亮马河南路8号。

## 概况
1964年4月26日，坦噶尼喀和桑给巴尔联合组成坦桑尼亚并和中华人民共和国建交。同年10月，坦桑尼亚政府在北京设立大使馆并派驻大使。並兼駐蒙古、北韓及越南。除了大使馆本馆以外，坦桑尼亚政府也在广州、上海设有总领事馆。